# グリーンアナキズム

グリーンアナキズムの緑と黒の旗

グリーンアナキズム（英語: Green anarchism）またはエコアナキズム（英語: ecoanarchism）は、アナキズムの学派の1つで、環境問題を特に重視する。

## 概要
サンディカリストのUlrike Heiderはアナキズムを、左派アナキズム、右派アナキズム（無政府資本主義）、グリーンアナキズムに分類した。
グリーンアナキズムのアメリカ合衆国での初期の影響には1854年の書籍『Walden』がある。19世紀後半にはフランスやスペイン、ポルトガルの個人主義的無政府主義者の間で、アナキズムとナチュリズムの哲学の融合としてアナルコナチュリズムが発生した。
現代では一部のグリーンアナキストはアナルコプリミティビスト（無政府原始主義者）または反文明アナキストと呼ばれているが、全てのグリーンアナキストがプリミティビストなのではない。同様にグリーンアナキストの間で現代の科学技術への強い批判が存在するが、全てのグリーンアナキストが科学技術の全てを拒絶しているのでもない。しかし重要な現代の傾向はアナルコプリミティビズムと社会的エコロジーである。